# Gmina Milford (hrabstwo Dickinson)

Położenie Gminy Milford w hrabstwie Dickinson

Gmina Milford (ang. Milford Township) – gmina w USA, w stanie Iowa, w hrabstwie Dickinson. Według danych z 2000 roku gmina miała 869 mieszkańców, a jej powierzchnia wynosi 91,98 km².